# Liberalfeminism
Liberalfeminismen är en variant av feminism. Den har sin grund i den liberala ideologi som under slutet av 1600- och under 1700-talet växte fram som en motpol till de auktoritära politiska ideologierna. Liberalfeminismen var central i den första vågens feminism i slutet av 1800- och början av 1900-talet och är historiskt den mest kända varianten av feminism. Den har dock på senare år utmanats av nyare feministiska grupperingar med andra mål och andra förklaringsmodeller till ojämlikheten mellan könen.

## Definition
Anledningen till kvinnans underordning är enligt denna ideologi främst att hon inte fått tillgång till det offentliga rummet i samma utsträckning som män.
Liberalfeminismen lägger fokus på rätten för kvinnor att ta del av samma demokratiska friheter och rättigheter som män. Den ser orsaken till att kvinnors position under männen i att kvinnor genom historien inte fått ta del av de juridiska (exempelvis arvsrätt) och politiska (exempelvis rösträtt) rättigheter och tillgång till arbetslivet som män. De har uteslutits från den offentliga scenen och istället placerats i en roll som förvaltare av hemmet.
Den liberalfeministiska strategin arbetar i första hand med hjälp av argumentation, uppfostran och utbildning. På de här sätten tror sig liberalfeminismen kunna övertyga och lära medborgarna om fördelarna med ett mer jämlikt samhälle, genom att påverka normer och värderingar som är medskyldiga till att forma kvinnors underordnade position.

## Historik

### Bakgrund
Bakgrunden till liberalfeminismen kan hittas till 1700-talets upplysningstid och framväxten av liberalismen, med dess grundtanke om alla människors lika värde. Därför skulle alla människor omfattas av samma demokratiska rättigheter. I amerikanska frihetskriget och framförallt i franska revolutionen var det denna ideologi man drev, med slagord som ”Frihet, jämlikhet och broderskap". I betoningen på broderskap syntes dock det manliga perspektivet, och i praktiken sågs kvinnors rättigheter som sekundära och mindre viktiga än mäns fri- och rättigheter, av tidens revolutionära rörelser.
Många kvinnor hade satt sin tro till liberalismens och de revolutionära rörelsernas möjlighet att ge kvinnan en ställning jämlik med mannen. Att detta inte skedde kritiserades från olika kvinnliga tänkare, vilket ledde fram till en utveckling mot en (liberal)feminism, en rörelse som koncentrerade sig på de orättvisor som kvinnor var utsatta för och som kämpade för att åtgärda de här orättvisorna. 

### Tidig utveckling
Ett av liberalfeminismens viktigaste tidiga namn var Mary Wollstonecraft. Hon publicerade 1792 A Vindication of the Rights of Woman ('Till försvar för kvinnans rättigheter'), en kritisk beskrivning av hur tidens frihetsideal inte omfattade kvinnor. 
Under den fortsatta utvecklingen av liberalismens idéer argumenterade även bland annat John Stuart Mill och Harriet Taylor för inkluderandet av kvinnor i de liberala principerna. Tillsammans skrev de 1869 The Subjection of Women (på svenska som Förtrycket av kvinnorna, även känd som Qvinnans underordnade ställning). Boken utgavs dock endast i Mills namn, då det ännu inte var accepterat för kvinnor att lägga sig i politiska frågor.  
Liberalfeministiska idéer var senare viktiga i kampen för kvinnlig rösträtt, i synnerhet i Storbritannien. Inunder det här feministiska "paraplyet", som etablerades i USA som en politisk kraft i samband med ett konvent för kvinnors rättigheter 1848 i Seneca Falls, samlades kvinnor med olika politiska övertygelser – inte bara liberala. Den liberalfeministiska rörelsen blev så småningom en av tidens viktigaste politiska rörelser, och den ledde i början av 1900-talet till ett politiskt genombrott med bland annat kvinnlig rösträtt i en mängd olika länder (i Sverige beslutat 1919). Mobiliseringen kring kvinnlig rösträtt lockade många rösträttsaktivister, och efter första världskriget tillhörde anammanadet av kvinnlig rösträtt i många länder de konkreta resultaten av den nya tidens omvälvningar. 

### Andra vågens feminism
Efter genomförandet av allmän och lika rösträtt, tvingades feminismen till en omorientering omkring vad som nu skulle prioriteras.
1960-talet var en tid av nya omvälvningar. Ifrågasättandet av den traditionella makten hade gjort att europeiska stater tvingats ge upp sin överhöghet över större delen av Afrika och Sydasien, och en stark vänstervåg försökte göra upp med konservativa värderingar inom kulturen (se även den sexuella revolutionen). Målet inom kvinnorörelsen var i mycket att nå jämlikhet inom det politiska livet och arbetslivet. I denna till stor del vänsterorienterade feministiska rörelse, som ofta beskrivs som den andra vågens feminism, ingick liberalfeministerna bara som en av flera delar. Rörelsen samlade både män och kvinnor i gemensam kamp.

### Senare år
För liberalfeministerna innebär inte jämställdhet att, exempelvis, en bolagsstyrelse är 50/50 uppdelad vid män och kvinnor utan snarare den dagen de djupt rotade patriarkala strukturerna av samhället anses vara upplösta. Dagens liberalfeminister i Sverige tror att denna utopi enbart kan uppnås när individerna i ett samhälle tagit sitt ansvar för att dra sitt feministiska strå till stacken. I grunden handlar det om att var individ oavsett kön måste fråga sig själv hur hens agerande idag antingen bidrar till eller hämmar den feministiska utvecklingen.
Liberalfeministerna verkar för ett samhälle där individen snarare än staten är ansvarig för att bygga upp jämlikheten och ställer sig därför inte bakom förslag som exempelvis lagstadgad könskvotering i bolagsstyrelser. Frågor som drivs starkt av dagens liberalfeminister är främjande av kvinnors plats i det offentliga rummet, främjande av kvinnors företagande och samtyckeslagstiftning.
Liberalfeminismen har under senare år delats upp i flera grenar, inklusive socialkonservativ feminism och liberal socialistisk feminism. I sitt fokus på individens frihet att fatta egna val har liberalfeminism och radikalfeminism sedan 1970-talet för en tidvis våldsam intern debatt omkring ämnen som pornografi, prostitution och andra ofta kontroversiella exempel på verksamheter som flitigit visar fram bilder av ojämlikhet. De har också haft olika grundtankar omkring HBTQ-frågor (se även queerfeminism), patriarkatets natur och mäns roll i att upprätthålla patriarkatet. Striderna mellan liberal- och radikalfeministiska tankar beskrev under 1980-talet som feministiska sexkrig (engelska: Feminist Sex Wars), och de två sidorna formerades bland annat i antipornografirörelsen och den sexpositiva feminismen.

## Kritik
Liberalfeminismen har fått kritik för att utgå från situationen hos vita, västerländska medelklasskvinnor. Detta har bidragit till att vinster som gjorts i liberalfeminismens namn inte alltid kunnat förbättra situationen hos fattiga och arbetarklasskvinnor.
Liberalfeminister har lyckats skaffa kvinnor lika rättigheter på olika sätt. Däremot har de kritiserats för att den grundläggande maktobalansen mellan könen kvarstår. Kritikerna påpekar att liberalfeminismen inte har någon förklaringsmodell till att genustrukturen i samhället till stor del ännu är ojämlik.

## Olika länder

### Sverige
Det svenska liberalfeministiska nätverket Felira grundades 2003. Det har drivits av Birgitta Ohlsson.

#### Aktiva liberalfeministiska organisationer
- Centerpartiets ungdomsförbund[6]
- Liberala kvinnor